# 李璀
李璀（?—?），唐朝宗室，唐高祖的曾孙，徐王李元禮的孙子，徐王李茂的儿子。
神龙初年，唐中宗封李璀为嗣徐王。景龙四年（710年），加银青光禄大夫。开元年间，担任宗正员外卿，之后去世。其子李延年于开元二十六年（738年），嗣徐王。李延年去世后，李延年的女婿黔中观察使赵国珍入朝，请以李延年之子前施州刺史李讽为嗣徐王。 

## 子孙
- 李延年，嗣徐王、余杭郡司马
  - 李讽，施州刺史
- 李延陵